# Línea M-160 (Campo de Gibraltar)
La Línea M-160 es una ruta de transporte público en autobús del Consorcio de Transporte Metropolitano del Campo de Gibraltar. Une Algeciras con Tarifa y sus pedanías. Circulan dos autobuses por día y sentido, de lunes a viernes laborables. De junio a septiembre es complementada por la línea M-161 (Barbate-Algeciras).